# 富永商太
富永 商太（とみなが しょうた、1973年 - ）は日本のイラストレーター、漫画家。
7年間、漫画『蒼天航路』のアシスタントとして王欣太に師事し、2008年に商業誌デビュー。漫画のほか、本の挿絵、音楽アーティストのアルバムジャケットなども手がけている。
読売KODOMO新聞で「日本史かくれんぼ」を2011年12月から連載中。